# I Minszong
I Minszong (hangul: 이민성, handzsa: 李敏成, RR: Lee Min-sung; Kvangmjong, 1973. június 23. –) dél-koreai válogatott labdarúgó, edző.

## Pályafutása

### Klubcsapatban
1996 és 2002 között a Puszan Daewoo Royals csapatában játszott. 1999 és 2001 között katonai szolgálatát töltötte és ekkor a Szangmu katonacsapat játékosa volt. 2003 és 2004 között a Phohang Steelers, 2005 és 2008 között az FC Szöul együttesében szerepelt. 

### A válogatottban
1995 és 2004 között 67 alkalommal játszott a dél-koreai válogatottban és 2 gólt szerzett. Tagja volt az 1996. évi nyári olimpiai játékokon szereplő válogatott keretének és részt vett az 1998-as és a 2002-es világbajnokságon, a 2000-es Ázsia-kupán, a 2000-es CONCACAF-aranykupán a 2001-es konföderációs kupán és a 2004-es Ázsia-kupán.

### Edzőként
2010 és 2011 között a Yongin City segédedzője volt. 2012-ben először a kínai Kuangcsou Evergrande, majd a koreai Kangvon FC csapatát edzette. 2013 és 2014 között a Csonnam Dragons kispadján ült. 2015 és 2016 között az Ulszan Hyundai, 2016 és 2017 között a kínai Csangcsun Jataj edzője. 2018-tól 2020-ig a dél-koreai U23-ás válogatott segédedzője. 2021-ben kinevezték a Tedzson Hana Citizen vezetőedzőjének.

## Sikerei, díjai
Dél-Korea
- Ázsia-kupa bronzérmes (1): 2000